# Göran Lind (jazzmusiker)
Göran Lind, född den 16 december 1950 i Örebro, är en svensk jazzmusiker med kontrabas som huvudinstrument.

## Biografi
Göran Lind började sitt musicerande i Abrahamsbergskyrkan i Bromma. Kyrkan hade en livaktig musikverksamhet där unga jazzintresserade fick möjlighet att repetera och spela. Traditionell New Orleans-jazz dominerade. Här började Lind i som femtonåring spela kontrabas.
Stilistiskt tillhör han den traditionella jazzskolan, med förebilder som Pops Foster, Wellman Braud och Bill Johnsson, alla tre legendariska jazzbasister. Spelstilen inkluderar ofta s.k. slap bass teknik.
Lind har sedan 1967 varit medlem i Kustbandet, men också framträtt med bl.a. Stockholm Classic Jazz Band (SCJB) och Classic Jazz Quartet (CJQ). Från 2002 har han varit medlem i Stockholm Swing All Stars. Som medlem i dessa och andra band har han turnerat i över 30 länder. Ett speciellt tillfälle var när Svenska Jazzlandslaget år 2000 deltog i Absolut Jazz i Carnegie Hall. Lind spelade vid den konserten med SCJB. 
Han medverkar på ett hundratal inspelningar med inhemska och internationella artister och orkestrar, varav flera finns förtecknade på Discogs.

## Utmärkelser/stipendier
Göran Lind har tilldelats kulturstipendier från Stockholms Stads Kulturnämnd och Konstnärsstipendienämnden 1973, 1982 och 1984.
Lind tilldelades Louis Armstrong-stipendiet 1996.